# Mount Hawea
Mount Hawea ist ein 3080 m hoher Berg in der antarktischen Ross Dependency. In der Frigate Range der Queen Elizabeth Range ragt er 6 km östlich des Mount Markham auf.
Die Nordgruppe einer von 1961 bis 1962 durchgeführten Kampagne im Rahmen der New Zealand Geological Survey Antarctic Expedition benannte ihn nach der HMNZS Hawea, einer Fregatte der Royal New Zealand Navy, die im antarktischen Patrouillendienst eingesetzt wurde.